# Відчуття
Відчуття́ — психофізичний пізнавальний процес, який полягає у відображенні окремих властивостей, предметів та явищ оточуючого світу при безпосередній дії подразника на органи чуття. Це перша елементарна форма чуттєвого пізнання зовнішнього світу. Відчуття дають безпосереднє відображення дійсності. Предмети і явища навколишнього світу, діючи на органи чуття людини, викликають різні відчуття — зорові, слухові, дотикові. Відчуття відображають окремі ознаки, властивості, якості речей. На основі відчуттів виникають сприйняття.

## Сутність терміна
Відчуття — це сенсорний процес та його результат (сенсорний образ) психічного відображення суб'єкта окремих властивостей предметів та явищ при безпосередній дії фізичних та хімічних подразників на периферію аналізаторів (якою є органи чуття та рецептори).
Для виникнення відчуття потрібна наявність дії на відповідні органи чуття предметів або явищ реального світу, які називаються подразниками. Дія подразника на орган має назву подразнення. Фізіологічною основою відчуттів є складна діяльність їхніх органів, які І. П. Павлов назвав аналізаторами. Аналізатор містить три специфічні відділи: периферичний (рецепторний), провідниковий та центральний (мозковий)

## Властивості
Якість — особливість певного відчуття, яка відрізняє його від інших відчуттів. Якісно відрізняються між собою відчуття різних видів, а також різні відчуття в межах одного виду. Наприклад, слухові відчуття відрізняються за висотою, тембром, гучністю. Якість відчуттів дає змогу відображати світ у всій різноманітності його властивостей.
Інтенсивність — кількісна характеристика відчуття. Визначається силою подразника, що діє, і функціональним станом рецептора, який залежить від стану організму, значущості подразника і просторово-часових умов сприймання. Вона виявляється у яскравості й виразності властивостей предметів і явищ, які відображає людина. Вивчає інтенсивність відчуттів психофізика, яка зосереджується на кількісному описі та аналітичному виражені (у формулах) закономірностей їх розвитку і функціонування.
Тривалість — часова характеристика відчуттів. Вона залежить від часу дії подразника, його інтенсивності і функціонального стану організму. При дії подразника відчуття виникає не відразу, а через деякий проміжок часу, який називають латентним (прихованим) періодом відчуття. Він визначається спеціалізацією аналізатора і для різних аналізаторів є неоднаковим: для смакових відчуттів становить 50 мілісекунд, слухових — 150, больових — 370 мілісекунд. Очевидно, його величина залежить від швидкості збудження рецептора і швидкості проходження нервових імпульсів аферентними і еферентними шляхами.

## Закономірності при відчутті
Виділяють дію таких закономірностей при відчутті:
- Порогом чутливості називають психологічну характеристику залежності між інтенсивністю відчуття та силою подразника. Пороги бувають: нижній абсолютний, верхній абсолютний та поріг чутливості до різниці. Пороги обмежують зону чутливості аналізатора щодо конкретного виду подразників;
- Адаптація — пристосування чутливості органа відчуття до постійно діючого подразника, що призводить до зниження або підвищення порогів відчуття;
- Взаємодія відчуттів — зміна чутливості однієї аналізаторної системи під впливом діяльності іншої;
- Контраст відчуттів — зміна інтенсивності та якості відчуттів під впливом попереднього, або паралельнодіючого подразника;
- Синестезія (психологія) — збудження відчуттями однієї модальності відчуттів іншої модальності (наприклад, холоду від білого кольору).
- Сенсибілізація — підвищення чутливості в результаті взаємодії аналізаторів, а також систематичних вправ, ця зміна відбувається за рахунок підвищення збуджуваності центру аналізатора.
- Закон Вебера — Фехнера — при збільшенні інтенсивності стимулу в певну кількість разів його відчуття зростає на певну величину

## Види людських відчуттів
У різних школах по-різному ставляться до проблеми сенсорних процесів. Російський психолог Б. Г. Ананьєв у роботі «Теорія відчуттів» виділив найбільше число відчуттів — 11.

### Дистантні відчуття
- Зір
- Слух
- Нюх

### Контактні відчуття
- Смак
- Тактильні відчуття
- Дотик
- Біль
- Температурні відчуття
- Вібраційні відчуття

### Глибинні відчуття
- Чуттєвість від внутрішніх органів[en]
  - М'язова чуттєвість